# Camillo Magni
Camillo Magni (1921, Milán-Milán, 2012) fue un arquitecto, diseñador industrial y artista italiano.

## Biografía
La obra más conocida de Camillo Magni es el edificio en viale Beatrice d'Este 16 construido en el distrito de Quadronno de Milán, en 1957, en colaboración con Giordano Forti.

## Obras
- 1957, viale Beatrice d'Este 16 , Milán con Giordano Forti